# Irene Riano
Irene Riano (1871 — 1940) foi uma atriz de teatro britânica. Era mãe da também atriz Renie Riano (1899–1971).